# (152) Atala
(152) Atala ist ein Asteroid des äußeren Hauptgürtels, der am 2. November 1875 vom französischen Astronomen Paul-Pierre Henry am Pariser Observatorium entdeckt wurde.
Der Asteroid wurde benannt nach der Titelfigur aus dem Roman Atala (1801) des französischen Schriftstellers François-René de Chateaubriand (1768–1848). Eine weitere Heldin aus Chateaubriands Roman René wurde für die Benennung des Kleinplaneten (186) Celuta verwendet, der 1878 von Prosper-Mathieu Henry entdeckt wurde.

## Wissenschaftliche Auswertung
Eine Auswertung von Beobachtungen durch das Projekt NEOWISE im nahen Infrarot führte 2011 zu vorläufigen Werten für den Durchmesser und die Albedo im sichtbaren Bereich von 60,8 km bzw. 0,22. Nachdem die Werte nach neuen Messungen 2012 auf 56,5 km bzw. 0,26 korrigiert worden waren, wurden sie 2014 auf 59,0 km bzw. 0,24 geändert. Mit einer hochaufgelösten Aufnahme mit dem Adaptive Optics (AO)-System am Teleskop II des Keck-Observatoriums auf Hawaiʻi im Infraroten vom 19. November 2008 konnte in einer Untersuchung von 2013 ein äquivalenter Durchmesser von 82 ± 9 km abgeleitet werden.
Photometrische Beobachtungen von (152) Atala erfolgten erstmals am 27. und 30. November 1981 am Observatoire de Haute-Provence in Frankreich. Aus der gemessenen Lichtkurve mit großer Amplitude wurde damals eine Rotationsperiode von 5,282 h abgeschätzt.

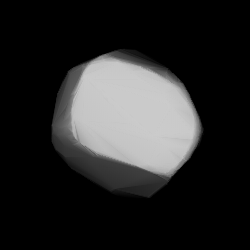
Berechnetes 3D-Modell von (152) Atala

Aus archivierten Daten des Uppsala Asteroid Photometric Catalogue (UAPC) konnten in einer Untersuchung von 2009 für den Asteroiden Gestaltmodelle und zwei alternative Positionen für die Rotationsachse mit prograder Rotation und eine Rotationsperiode von 6,2447 h bestimmt werden. Die Auswertung von Beobachtungen einer Sternbedeckung durch den Asteroiden am 7. Mai 2006 führte dann in einer Untersuchung von 2011 zur Bestimmung eines effektiven Durchmessers von 65 ± 8 km und zur Auswahl eines eindeutigen Rotationspols aus den beiden zuvor bestimmten Alternativen. Durch eine Auswertung von archivierten Lichtkurven des United States Naval Observatory in Arizona und der Catalina Sky Survey konnte dann kurz darauf die Position der Rotationsachse noch korrigiert werden.
Neue photometrische Beobachtungen wurden vom 14. April bis 25. Juni 2017 am Astronomischen Institut der Nationalen W.-N.-Karasin-Universität Charkiw in der Ukraine durchgeführt. Es wurde eine Rotationsperiode von 6,2447 h bestimmt, darüber hinaus gab es auch eine Abschätzung für die Albedo auf einen Wert von 0,20. Auch 2021 wurde aus archivierten Daten und photometrischen Messungen von Gaia DR2 erneut eine Rotationsachse mit prograder Rotation berechnet. Die Rotationsperiode wurde wieder zu 6,2447 h bestimmt.
Zwischen 2012 und 2018 wurden mit der All-Sky Automated Survey for Supernovae (ASAS-SN) auch photometrische Daten von 20.000 Asteroiden aufgezeichnet. Auf mehr als 5000 davon konnte erfolgreich die Methode der konvexen Inversion angewendet werden, darunter auch (152) Atala, für die in einer Untersuchung von 2021 ein verbessertes dreidimensionales Gestaltmodell für zwei alternative Rotationsachsen mit prograder Rotation und einer Periode von 6,2447 h berechnet wurde. Aus archivierten Daten des Asteroid Terrestrial-impact Last Alert System (ATLAS) aus dem Zeitraum 2015 bis 2018 konnte in einer Untersuchung von 2022 mit der Methode der konvexen Inversion eine Rotationsperiode von 6,24473 h berechnet werden. Im Jahr 2023 wurde aus photometrischen Messungen von Gaia DR3 erneut ein dreidimensionales Gestaltmodell des Asteroiden für zwei alternative Rotationsachsen mit prograder Rotation und einer Periode von 6,24471 h berechnet.
Abschätzungen von Masse und Dichte für den Asteroiden (152) Atala aufgrund von gravitativen Beeinflussungen auf Testkörper hatten in einer Untersuchung von 2012 zu einer Masse von etwa 5,43·1018 kg geführt, was aber mit einem angenommenen Durchmesser von etwa 60 km zu einer als unrealistisch bewerteten hohen Dichte bei keiner Porosität führte. Die Abschätzung der Masse wurde hier möglicherweise um einen Faktor 6 zu hoch angesetzt.